# Munnopsoides callidus
Munnopsoides callidus är en kräftdjursart som beskrevs av Robert J. Menzies och Edward George 1972. Munnopsoides callidus ingår i släktet Munnopsoides, och familjen Munnopsidae. Inga underarter finns listade.